# Éliminatoires de la zone Europe de la Coupe du monde de football 2018
Navigation
Éliminatoires de la Coupe du monde 2014 Éliminatoires de la Coupe du monde 2022
Les éliminatoires de la zone Europe pour la Coupe du monde 2018 sont organisés dans le cadre de l'Union des associations européennes de football (UEFA) et concernent 54 sélections nationales pour 13 places qualificatives. 

Europe • Afrique • Amérique du Nord, Amérique centrale et Caraïbes
Amérique du Sud • Asie • Océanie

## Format
Les 54 pays sont répartis en neuf groupes de six équipes qui se rencontrent en matchs aller-retour. Les premiers de chaque groupe sont qualifiés pour la Coupe du monde 2018. Les huit meilleurs deuxièmes doivent passer aux matches de barrage des qualifications tandis que les autres sont éliminés. 
Aux matches de barrage, les huit meilleurs deuxièmes du premier tour sont opposés en quatre séries de matchs à élimination directe par paires de matchs aller-retour dont les quatre vainqueurs sont qualifiés pour la Coupe du monde 2018.

## Équipes engagées
54 des 55 fédérations membres de l'UEFA participent aux éliminatoires de la zone européenne, la Russie étant qualifiée d'office en tant que pays hôte.
- Albanie
- Allemagne
- Andorre
- Angleterre
- Arménie
- Autriche
- Azerbaïdjan
- Belgique
- Biélorussie
- Bosnie-Herzégovine
- Bulgarie
- Chypre
- Croatie
- Danemark
- Écosse
- Espagne
- Estonie
- Finlande
- France
- Géorgie
- Gibraltar
- Grèce
- Hongrie
- Îles Féroé
- République d'Irlande
- Irlande du Nord
- Islande
- Israël
- Italie
- Kazakhstan
- Kosovo
- Lettonie
- Liechtenstein
- Lituanie
- Luxembourg
- Macédoine du Nord
- Malte
- Moldavie
- Monténégro
- Norvège
- Pays-Bas
- Pays de Galles
- Pologne
- Portugal
- Tchéquie
- Roumanie
- Russie
- Saint-Marin
- Serbie
- Slovaquie
- Slovénie
- Suède
- Suisse
- Turquie
- Ukraine

En gras, les équipes qualifiées pour la Coupe du monde 2018.

## Tirage au sort
Le tirage au sort a eu lieu le 25 juillet 2015 à Saint-Pétersbourg en Russie. Les équipes sont réparties dans différents chapeaux en fonction du classement mondial de la FIFA de juillet 2015. Les neuf meilleures équipes à ce classement se retrouvent dans le chapeau 1 des têtes de série. Toutefois, Gibraltar et le Kosovo intègrent officiellement la FIFA le 13 mai 2016 et deviennent ainsi les 53e et 54e pays de la zone Europe à être admis pour ces qualifications. Ils sont affectés arbitrairement dans les groupes incomplets.
À noter que l’Allemagne, l’Angleterre, l’Espagne, la France, l’Italie et les Pays-Bas ne pouvaient être placés dans les groupes H et I (qui ne devaient initialement compter que cinq équipes) afin de garantir dix matchs télévisés pour chacune de ces équipes très suivies.
| Chapeau 1                                                                               | Chapeau 2                                                                            | Chapeau 3                                                                 | Chapeau 4                                                                                   | Chapeau 5                                                                                    | Chapeau 6                                                                              |
| --------------------------------------------------------------------------------------- | ------------------------------------------------------------------------------------ | ------------------------------------------------------------------------- | ------------------------------------------------------------------------------------------- | -------------------------------------------------------------------------------------------- | -------------------------------------------------------------------------------------- |
| Allemagne Belgique Pays-Bas Portugal Roumanie Angleterre Pays de Galles Espagne Croatie | Italie Autriche Slovaquie Suisse Tchéquie France Islande Danemark Bosnie-Herzégovine | Ukraine Écosse Pologne Hongrie Suède Albanie Irlande du Nord Serbie Grèce | Turquie Slovénie Israël République d'Irlande Norvège Bulgarie Îles Féroé Monténégro Estonie | Chypre Lettonie Arménie Finlande Biélorussie Macédoine du Nord Azerbaïdjan Lituanie Moldavie | Kazakhstan Luxembourg Liechtenstein Géorgie Malte Saint-Marin Andorre Gibraltar Kosovo |

## Phases de groupes
Les rencontres se déroulent entre septembre 2016 et octobre 2017. La Russie devait être affectée au groupe H composé de 5 équipes afin qu'elle puisse organiser des matches amicaux contre ces équipes. Cependant, l'admission de Gibraltar et du Kosovo à la FIFA et leur ajout aux groupes H et I ne permettent plus d'affecter la Russie à un groupe de 5 équipes, ces éliminatoires n'en comptant plus.
Le premier de chacun des neuf groupes est qualifié pour la Coupe du monde 2018. Les huit meilleurs deuxièmes accèdent au deuxième tour.

### Groupe A
| Rang | Équipe      | Pts | J  | G | N | P | Bp | Bc | Diff |  | Résultats (▼ dom., ► ext.) |     |     |     |     |     |     |
| ---- | ----------- | --- | -- | - | - | - | -- | -- | ---- |  | -------------------------- | --- | --- | --- | --- | --- | --- |
| 1    | France      | 23  | 10 | 7 | 2 | 1 | 18 | 6  | +12  |  | France                     |     | 2-1 | 4-0 | 4-1 | 0-0 | 2-1 |
| 2    | Suède       | 19  | 10 | 6 | 1 | 3 | 26 | 9  | +17  |  | Suède                      | 2-1 |     | 1-1 | 3-0 | 8-0 | 4-0 |
| 3    | Pays-Bas    | 19  | 10 | 6 | 1 | 3 | 21 | 12 | +9   |  | Pays-Bas                   | 0-1 | 2-0 |     | 3-1 | 5-0 | 4-1 |
| 4    | Bulgarie    | 13  | 10 | 4 | 1 | 5 | 14 | 19 | -5   |  | Bulgarie                   | 0-1 | 3-2 | 2-0 |     | 4-3 | 1-0 |
| 5    | Luxembourg  | 6   | 10 | 1 | 3 | 6 | 7  | 25 | -18  |  | Luxembourg                 | 1-3 | 0-1 | 1-3 | 1-1 |     | 1-0 |
| 6    | Biélorussie | 5   | 10 | 1 | 2 | 7 | 6  | 21 | -15  |  | Biélorussie                | 0-0 | 0-4 | 1-3 | 2-1 | 1-1 |     |

### Groupe B
| Rang | Équipe     | Pts | J  | G | N | P | Bp | Bc | Diff |  | Résultats (▼ dom., ► ext.) |     |     |     |     |     |     |
| ---- | ---------- | --- | -- | - | - | - | -- | -- | ---- |  | -------------------------- | --- | --- | --- | --- | --- | --- |
| 1    | Portugal   | 27  | 10 | 9 | 0 | 1 | 32 | 4  | +28  |  | Portugal                   |     | 2-0 | 3-0 | 5-1 | 4-1 | 6-0 |
| 2    | Suisse     | 27  | 10 | 9 | 0 | 1 | 23 | 7  | +16  |  | Suisse                     | 2-0 |     | 5-2 | 2-0 | 1-0 | 3-0 |
| 3    | Hongrie    | 13  | 10 | 4 | 1 | 5 | 14 | 14 | 0    |  | Hongrie                    | 0-1 | 2-3 |     | 1-0 | 3-1 | 4-0 |
| 4    | Îles Féroé | 9   | 10 | 2 | 3 | 5 | 4  | 16 | -12  |  | Îles Féroé                 | 0-6 | 0-2 | 0-0 |     | 0-0 | 1-0 |
| 5    | Lettonie   | 7   | 10 | 2 | 1 | 7 | 7  | 18 | -11  |  | Lettonie                   | 0-3 | 0-3 | 0-2 | 0-2 |     | 4-0 |
| 6    | Andorre    | 4   | 10 | 1 | 1 | 8 | 2  | 23 | -21  |  | Andorre                    | 0-2 | 1-2 | 1-0 | 0-0 | 0-1 |     |

### Groupe C
| Rang | Équipe          | Pts | J  | G  | N | P  | Bp | Bc | Diff |  | Résultats (▼ dom., ► ext.) |     |     |     |     |     |     |
| ---- | --------------- | --- | -- | -- | - | -- | -- | -- | ---- |  | -------------------------- | --- | --- | --- | --- | --- | --- |
| 1    | Allemagne       | 30  | 10 | 10 | 0 | 0  | 43 | 4  | +39  |  | Allemagne                  |     | 2-0 | 3-0 | 6-0 | 5-1 | 7-0 |
| 2    | Irlande du Nord | 19  | 10 | 6  | 1 | 3  | 17 | 6  | +11  |  | Irlande du Nord            | 1-3 |     | 2-0 | 2-0 | 4-0 | 4-0 |
| 3    | Tchéquie        | 15  | 10 | 4  | 3 | 3  | 17 | 10 | +7   |  | Tchéquie                   | 1-2 | 0-0 |     | 2-1 | 0-0 | 5-0 |
| 4    | Norvège         | 13  | 10 | 4  | 1 | 5  | 17 | 16 | +1   |  | Norvège                    | 0-3 | 1-0 | 1-1 |     | 2-0 | 4-1 |
| 5    | Azerbaïdjan     | 10  | 10 | 3  | 1 | 6  | 10 | 19 | -9   |  | Azerbaïdjan                | 1-4 | 0-1 | 1-2 | 1-0 |     | 5-1 |
| 6    | Saint-Marin     | 0   | 10 | 0  | 0 | 10 | 2  | 51 | -49  |  | Saint-Marin                | 0-8 | 0-3 | 0-6 | 0-8 | 0-1 |     |

### Groupe D
| Rang | Équipe               | Pts | J  | G | N | P | Bp | Bc | Diff |  | Résultats (▼ dom., ► ext.) |     |     |     |     |     |     |
| ---- | -------------------- | --- | -- | - | - | - | -- | -- | ---- |  | -------------------------- | --- | --- | --- | --- | --- | --- |
| 1    | Serbie               | 21  | 10 | 6 | 3 | 1 | 20 | 10 | +10  |  | Serbie                     |     | 2-2 | 1-1 | 3-2 | 1-0 | 3-0 |
| 2    | République d'Irlande | 19  | 10 | 5 | 4 | 1 | 12 | 6  | +6   |  | République d'Irlande       | 0-1 |     | 0-0 | 1-1 | 1-0 | 2-0 |
| 3    | Pays de Galles       | 17  | 10 | 4 | 5 | 1 | 13 | 6  | +7   |  | Pays de Galles             | 1-1 | 0-1 |     | 1-0 | 1-1 | 4-0 |
| 4    | Autriche             | 15  | 10 | 4 | 3 | 3 | 14 | 12 | +2   |  | Autriche                   | 3-2 | 0-1 | 2-2 |     | 1-1 | 2-0 |
| 5    | Géorgie              | 5   | 10 | 0 | 5 | 5 | 8  | 14 | -6   |  | Géorgie                    | 1-3 | 1-1 | 0-1 | 1-2 |     | 1-1 |
| 6    | Moldavie             | 2   | 10 | 0 | 2 | 8 | 4  | 23 | -19  |  | Moldavie                   | 0-3 | 1-3 | 0-2 | 0-1 | 2-2 |     |

### Groupe E
| Rang | Équipe     | Pts | J  | G | N | P | Bp | Bc | Diff |  | Résultats (▼ dom., ► ext.) |     |     |     |     |     |     |
| ---- | ---------- | --- | -- | - | - | - | -- | -- | ---- |  | -------------------------- | --- | --- | --- | --- | --- | --- |
| 1    | Pologne    | 25  | 10 | 8 | 1 | 1 | 28 | 14 | +14  |  | Pologne                    |     | 3-2 | 4-2 | 3-1 | 2-1 | 3-0 |
| 2    | Danemark   | 20  | 10 | 6 | 2 | 2 | 20 | 8  | +12  |  | Danemark                   | 4-0 |     | 0-1 | 1-1 | 1-0 | 4-1 |
| 3    | Monténégro | 16  | 10 | 5 | 1 | 4 | 20 | 12 | +8   |  | Monténégro                 | 1-2 | 0-1 |     | 1-0 | 4-1 | 5-0 |
| 4    | Roumanie   | 13  | 10 | 3 | 4 | 3 | 12 | 10 | +2   |  | Roumanie                   | 0-3 | 0-0 | 1-1 |     | 1-0 | 3-1 |
| 5    | Arménie    | 7   | 10 | 2 | 1 | 7 | 10 | 26 | -16  |  | Arménie                    | 1-6 | 1-4 | 3-2 | 0-5 |     | 2-0 |
| 6    | Kazakhstan | 3   | 10 | 0 | 3 | 7 | 6  | 26 | -20  |  | Kazakhstan                 | 2-2 | 1-3 | 0-3 | 0-0 | 1-1 |     |

### Groupe F
| Rang | Équipe     | Pts | J  | G | N | P | Bp | Bc | Diff |  | Résultats (▼ dom., ► ext.) |     |     |     |     |     |     |
| ---- | ---------- | --- | -- | - | - | - | -- | -- | ---- |  | -------------------------- | --- | --- | --- | --- | --- | --- |
| 1    | Angleterre | 26  | 10 | 8 | 2 | 0 | 18 | 3  | +15  |  | Angleterre                 |     | 2-1 | 3-0 | 1-0 | 2-0 | 2-0 |
| 2    | Slovaquie  | 18  | 10 | 6 | 0 | 4 | 17 | 7  | +10  |  | Slovaquie                  | 0-1 |     | 3-0 | 1-0 | 4-0 | 3-0 |
| 3    | Écosse     | 18  | 10 | 5 | 3 | 2 | 17 | 12 | +5   |  | Écosse                     | 2-2 | 1-0 |     | 1-0 | 1-1 | 2-0 |
| 4    | Slovénie   | 15  | 10 | 4 | 3 | 3 | 12 | 7  | +5   |  | Slovénie                   | 0-0 | 1-0 | 2-2 |     | 4-0 | 2-0 |
| 5    | Lituanie   | 6   | 10 | 1 | 3 | 6 | 7  | 20 | -13  |  | Lituanie                   | 0-1 | 1-2 | 0-3 | 2-2 |     | 2-0 |
| 6    | Malte      | 1   | 10 | 0 | 1 | 9 | 3  | 25 | -22  |  | Malte                      | 0-4 | 1-3 | 1-5 | 0-1 | 1-1 |     |

### Groupe G
| Rang | Équipe        | Pts | J  | G | N | P  | Bp | Bc | Diff |  | Résultats (▼ dom., ► ext.) |     |     |     |     |     |     |
| ---- | ------------- | --- | -- | - | - | -- | -- | -- | ---- |  | -------------------------- | --- | --- | --- | --- | --- | --- |
| 1    | Espagne       | 28  | 10 | 9 | 1 | 0  | 36 | 3  | +33  |  | Espagne                    |     | 3-0 | 3-0 | 4-1 | 4-0 | 8-0 |
| 2    | Italie        | 23  | 10 | 7 | 2 | 1  | 21 | 8  | +13  |  | Italie                     | 1-1 |     | 2-0 | 1-0 | 1-1 | 5-0 |
| 3    | Albanie       | 13  | 10 | 4 | 1 | 5  | 10 | 13 | -3   |  | Albanie                    | 0-2 | 0-1 |     | 0-3 | 2-1 | 2-0 |
| 4    | Israël        | 12  | 10 | 4 | 0 | 6  | 10 | 15 | -5   |  | Israël                     | 0-1 | 1-3 | 0-3 |     | 0-1 | 2-1 |
| 5    | Macédoine     | 11  | 10 | 3 | 2 | 5  | 15 | 15 | 0    |  | Macédoine                  | 1-2 | 2-3 | 1-1 | 1-2 |     | 4-0 |
| 6    | Liechtenstein | 0   | 10 | 0 | 0 | 10 | 1  | 39 | -38  |  | Liechtenstein              | 0-8 | 0-4 | 0-2 | 0-1 | 0-3 |     |

### Groupe H
| Rang | Équipe             | Pts | J  | G | N | P  | Bp | Bc | Diff |  | Résultats (▼ dom., ► ext.) |     |     |     |     |     |     |
| ---- | ------------------ | --- | -- | - | - | -- | -- | -- | ---- |  | -------------------------- | --- | --- | --- | --- | --- | --- |
| 1    | Belgique           | 28  | 10 | 9 | 1 | 0  | 43 | 6  | +37  |  | Belgique                   |     | 1-1 | 4-0 | 8-1 | 4-0 | 9-0 |
| 2    | Grèce              | 19  | 10 | 5 | 4 | 1  | 17 | 6  | +11  |  | Grèce                      | 1-2 |     | 1-1 | 0-0 | 2-0 | 4-0 |
| 3    | Bosnie-Herzégovine | 17  | 10 | 5 | 2 | 3  | 24 | 13 | +11  |  | Bosnie-Herzégovine         | 3-4 | 0-0 |     | 5-0 | 2-0 | 5-0 |
| 4    | Estonie            | 11  | 10 | 3 | 2 | 5  | 13 | 19 | -6   |  | Estonie                    | 0-2 | 0-2 | 1-2 |     | 1-0 | 4-0 |
| 5    | Chypre             | 10  | 10 | 3 | 1 | 6  | 9  | 18 | -9   |  | Chypre                     | 0-3 | 1-2 | 3-2 | 0-0 |     | 3-1 |
| 6    | Gibraltar          | 0   | 10 | 0 | 0 | 10 | 3  | 47 | -44  |  | Gibraltar                  | 0-6 | 1-4 | 0-4 | 0-6 | 1-2 |     |

### Groupe I
| Rang | Équipe   | Pts | J  | G | N | P | Bp | Bc | Diff |  | Résultats (▼ dom., ► ext.) |     |     |     |     |     |     |
| ---- | -------- | --- | -- | - | - | - | -- | -- | ---- |  | -------------------------- | --- | --- | --- | --- | --- | --- |
| 1    | Islande  | 22  | 10 | 7 | 1 | 2 | 16 | 7  | +9   |  | Islande                    |     | 1-0 | 2-0 | 2-0 | 3-2 | 2-0 |
| 2    | Croatie  | 20  | 10 | 6 | 2 | 2 | 15 | 4  | +11  |  | Croatie                    | 2-0 |     | 1-0 | 1-1 | 1-1 | 1-0 |
| 3    | Ukraine  | 17  | 10 | 5 | 2 | 3 | 13 | 9  | +4   |  | Ukraine                    | 1-1 | 0-2 |     | 2-0 | 1-0 | 3-0 |
| 4    | Turquie  | 15  | 10 | 4 | 3 | 3 | 14 | 13 | +1   |  | Turquie                    | 0-3 | 1-0 | 2-2 |     | 2-0 | 2-0 |
| 5    | Finlande | 9   | 10 | 2 | 3 | 5 | 9  | 13 | -4   |  | Finlande                   | 1-0 | 0-1 | 1-2 | 2-2 |     | 1-1 |
| 6    | Kosovo   | 1   | 10 | 0 | 1 | 9 | 3  | 24 | -21  |  | Kosovo                     | 1-2 | 0-6 | 0-2 | 1-4 | 0-1 |     |

### Les huit meilleurs deuxièmes
Les huit meilleurs deuxièmes accèdent aux matches de barrage.
Les lettres désignant les différents groupes sont précisées entre parenthèses. Le moins bon deuxième est éliminé à ce stade de la compétition.
Malgré la présence pour la première fois de six équipes nationales par groupe de qualification, l'UEFA a décidé de ne prendre en compte que les rencontres contre les 1er, 3e, 4e et 5e du groupe. Cela n'a pas eu pour effet de modifier l'équipe  en dernière position.
| Rang | Équipe                   | Pts | J | G | N | P | Bp | Bc | Diff |
| ---- | ------------------------ | --- | - | - | - | - | -- | -- | ---- |
| 1    | Suisse (B)               | 21  | 8 | 7 | 0 | 1 | 18 | 6  | +12  |
| 2    | Italie (G)               | 17  | 8 | 5 | 2 | 1 | 12 | 8  | +4   |
| 3    | Danemark (E)             | 14  | 8 | 4 | 2 | 2 | 13 | 6  | +7   |
| 4    | Croatie (I)              | 14  | 8 | 4 | 2 | 2 | 8  | 4  | +4   |
| 5    | Suède (A)                | 13  | 8 | 4 | 1 | 3 | 18 | 9  | +9   |
| 6    | Irlande du Nord (C)      | 13  | 8 | 4 | 1 | 3 | 10 | 6  | +4   |
| 7    | Grèce (H)                | 13  | 8 | 3 | 4 | 1 | 9  | 5  | +4   |
| 8    | République d'Irlande (D) | 13  | 8 | 3 | 4 | 1 | 8  | 6  | +2   |
| 9    | Slovaquie (F)            | 12  | 8 | 4 | 0 | 4 | 11 | 6  | +5   |

La Slovaquie est éliminée à ce stade de la compétition en tant que moins bon deuxième.

## Matchs de barrage
Les huit meilleurs deuxièmes s'affronteront en quatre matchs aller-retour. Les vainqueurs de ces confrontations sont qualifiés pour la Coupe du monde 2018. Les matchs aller auront lieu sur le terrain de l'équipe 1.
| Tête de série | Non-tête de série    |
| ------------- | -------------------- |
| Suisse        | Suède                |
| Italie        | Irlande du Nord      |
| Danemark      | Grèce                |
| Croatie       | République d'Irlande |

| Équipe 1        | Résultat | Équipe 2             | Aller | Retour |
| --------------- | -------- | -------------------- | ----- | ------ |
| Irlande du Nord | 0-1      | Suisse*              | 0-1   | 0-0    |
| Croatie *       | 4-1      | Grèce                | 4-1   | 0-0    |
| Danemark *      | 5-1      | République d'Irlande | 0-0   | 5-1    |
| Suède           | 1-0      | Italie*              | 1-0   | 0-0    |

## Liste des 14 qualifiés pour la phase finale
| Nombre | Équipe     | Raison                                          | Date de qualification |
| ------ | ---------- | ----------------------------------------------- | --------------------- |
| 1      | Russie     | Qualifié d’office en tant que pays organisateur | 2 décembre 2010       |
| 2      | France     | Premier du groupe A                             | 10 octobre 2017       |
| 3      | Portugal   | Premier du groupe B                             | 10 octobre 2017       |
| 4      | Allemagne  | Premier du groupe C                             | 5 octobre 2017        |
| 5      | Serbie     | Premier du groupe D                             | 9 octobre 2017        |
| 6      | Pologne    | Premier du groupe E                             | 8 octobre 2017        |
| 7      | Angleterre | Premier du groupe F                             | 5 octobre 2017        |
| 8      | Espagne    | Premier du groupe G                             | 6 octobre 2017        |
| 9      | Belgique   | Premier du groupe H                             | 3 septembre 2017      |
| 10     | Islande    | Premier du groupe I                             | 9 octobre 2017        |
| 11     | Suisse     | Éliminatoires, barrages                         | 12 novembre 2017      |
| 12     | Croatie    | Éliminatoires, barrages                         | 12 novembre 2017      |
| 13     | Suède      | Éliminatoires, barrages                         | 13 novembre 2017      |
| 14     | Danemark   | Éliminatoires, barrages                         | 14 novembre 2017      |

## Statistiques

### Meilleurs buteurs
| Rang | Joueur             | Sélection | Buts |
| ---- | ------------------ | --------- | ---- |
| 1    | Robert Lewandowski | Pologne   | 16   |
| 2    | Cristiano Ronaldo  | Portugal  | 15   |
| 3    | Romelu Lukaku      | Belgique  | 11   |

### Meilleurs passeurs
| Rang | Joueur         | Sélection          | Passes |
| ---- | -------------- | ------------------ | ------ |
| 1    | Dries Mertens  | Belgique           | 7      |
| 1    | Dušan Tadić    | Serbie             | 7      |
| 1    | Miralem Pjanić | Bosnie-Herzégovine | 7      |
| 1    | Joshua Kimmich | Allemagne          | 7      |